# الجزائر (صحيفة)
صحيفة الجزائر هي صحيفة ناطقة بالعربية في الجزائر. في نيسان 2008 أطلقت الصحيفة النسخة الفرنسية.